# Buckelpokal

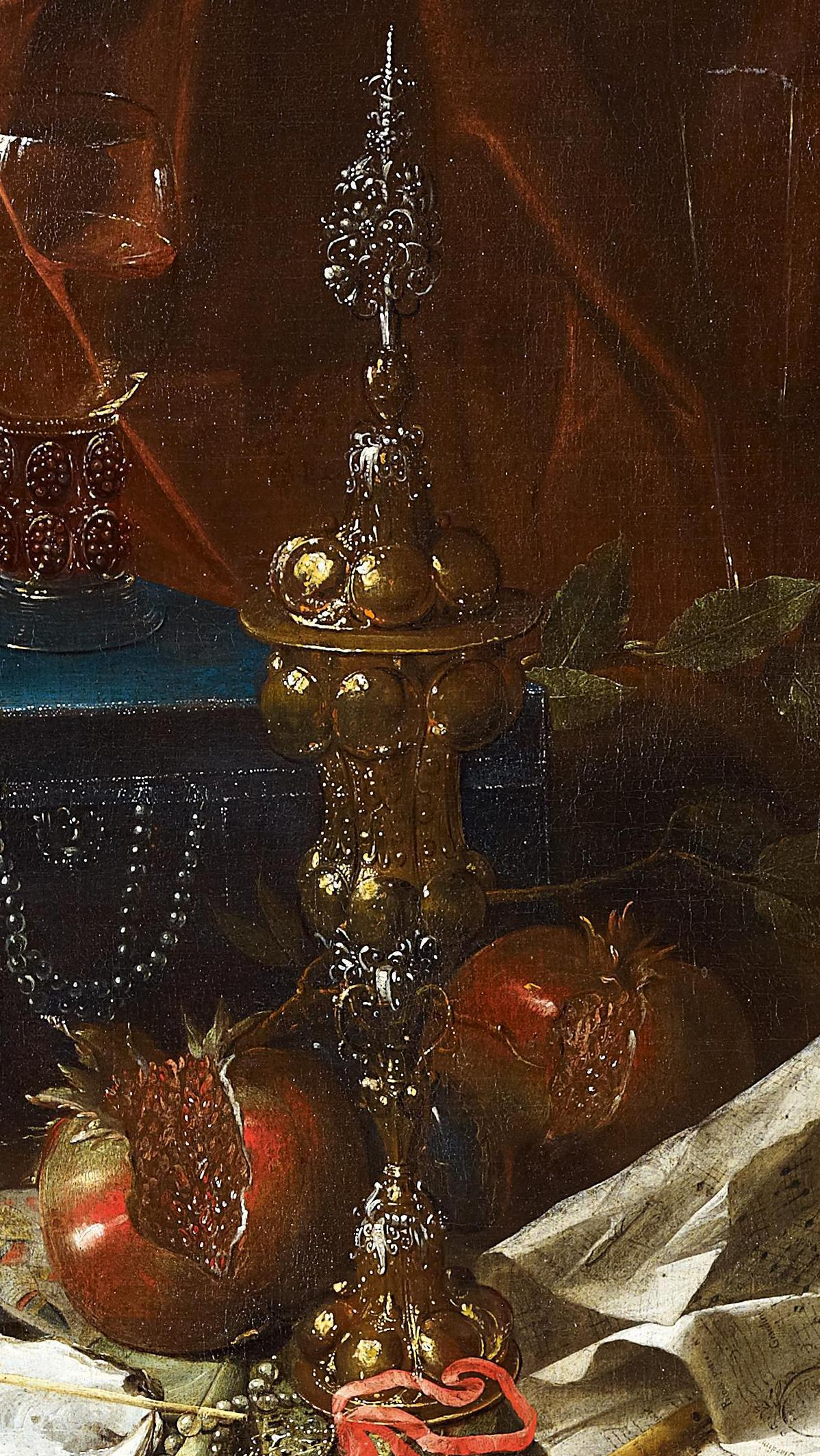
Buckelpokal (Ausschnitt aus Prunkstillleben)

Ein Buckelpokal (Kopoder, Knorrecht oder Kop) ist eine im 16. und 17. Jahrhundert sehr verbreitete Form silberner, repräsentativer Trinkgefäße. Wie alle frühen Pokale hat er oft einen Deckel; seine durch Hammerschläge nach außen getriebenen Buckel geben ihm den Namen. Bis ins 18. Jahrhundert wurde er überall im deutschen Kulturraum gefertigt. Sonderformen sind der Traubenpokal mit einer Vielzahl gleichmäßig verteilter kugeliger Buckel und der ähnliche Ananaspokal mit solchen mehr rhombischer Form. Der Akeleipokal (auch Akeleibecher), seine Gestalt erinnert an die Akeleiblüte, hat an der Kuppa eine doppelte Buckelreihe; in der Kehle dazwischen greifen die spitz ausgezogenen Ausläufer dieser Wölbungen wechselseitig ineinander. Die Nürnberger Goldschmiedeordnung schrieb den Gold- und Silberschmieden seit 1531 diesen Typ als Meisterstück vor. Ihr folgten viele andere deutsche Städte bis ins 18. Jahrhundert.

## Beispiele
- 1591/1593 und 1602 in Nürnberg durch Hans Pezolt (1551–1633) in der Größe von 36,5 Zentimeter gefertigt.[2]
- 1916 in Basel durch Ulrich Sauter (1854–1933)[3]

## Weblink
- Abbildung eines Buckelpokals der Renaissance (Memento vom 30. März 2006 im Internet Archive)